# Giuseppe Perrone
Giuseppe Perrone (Arbon, 19 maggio 1975) è un allenatore di calcio ed ex calciatore italiano con cittadinanza svizzera, di ruolo attaccante, collaboratore tecnico del Rapperswil-Jona.

## Caratteristiche tecniche
Attaccante esterno, ha giocato anche come seconda punta o come esterno di centrocampo, grazie alla sua velocità e abilità nel saltare l'uomo. Occasionalmente ha giocato anche come prima punta.

## Carriera
Nato in Svizzera da genitori originari di San Giovanni Rotondo, cresce nelle giovanili del Foggia e fa il suo esordio come professionista nelle file del Bisceglie, in Serie C2. Dopo altre due annate in Serie C1, con Lodigiani e Fermana, rientra al Foggia, con cui esordisce in Serie B nel campionato 1997-1998, concluso con la retrocessione dei satanelli in Serie C1. L'anno successivo realizza 11 reti, ma la squadra subisce una nuova retrocessione e Perrone nel marzo 2000 passa per alcuni mesi in prestito all'Ascoli, in Serie C1.
Ritornato a Foggia per la stagione 2000-2001, nel gennaio successivo viene acquistato in comproprietà dalla Pistoiese, in Serie B, espressamente richiesto dall'allenatore Domenico Caso. Con la formazione arancione guadagna gradatamente il posto da titolare nel girone di ritorno, contribuendo alla salvezza della squadra, e nell'estate 2001 viene riscattato interamente. Nella stagione successiva non evita la retrocessione dei toscani in Serie C1, e a fine campionato passa al Cosenza, sempre tra i cadetti: l'esperienza in Calabria è breve, perché nel mercato invernale viene trasferito in prestito alla SPAL. Rientrato a Cosenza, rimane svincolato a causa del fallimento della società silana, e nel settembre 2003 firma per il Brindisi, neopromosso in Serie C2.
Prosegue la sua carriera nelle serie minori, con la Sangiovannese neopromossa in Serie C1, dove compone con Alessio Stamilla la coppia di esterni di centrocampo. A fine stagione viene ceduto al Latina, in Serie C2, che lascia nel mercato invernale per trasferirsi alla Valenzana, nella stessa categoria. Nelle annate successive milita nel Südtirol, nel Sansovino e nella Colligiana, con cui rescinde il contratto nel febbraio 2009.
Nel 2009 si trasferisce al Trapani, in Serie D, diventando rapidamente un beniamino della tifoseria siciliana, e contribuisce con 22 reti alla promozione dei siciliani dopo il ripescaggio. Nel campionato di Lega Pro Seconda Divisione 2010-2011 ottiene la seconda promozione consecutiva dopo i play-off, laureandosi capocannoniere del girone con 14 reti. Durante la finale dei play-off (vinta 3-1 dopo i tempi supplementari contro l'Avellino) si infortuna al legamento crociato anteriore del ginocchio: pur essendo in scadenza di contratto, viene riconfermato anche per la nuova stagione. Dopo l'esordio in Coppa Italia a novembre, rientra in campionato il 15 gennaio 2012 contro il Piacenza. A fine stagione totalizza 9 presenze in campionato, concluso con la sconfitta nella finale play-off contro la Virtus Lanciano; svincolato, torna nel Ferrarese militando nel Comacchio Lidi fino a dicembre e successivamente nell'Ugo Costa, entrambe tra i dilettanti.
Ha totalizzato 76 presenze con 8 reti in Serie B.